# Tsyrendashi Dorzhiev
Tsyrendashi Rinchinovich Dorzhiev (en ruso: Цырендаши Ринчинович Доржиев; 1912 - 3 de enero de 1943) fue un francotirador soviético de etnia buriata que combatió durante la Segunda Guerra Mundial al que se le atribuye la muerte de hasta 297 soldados alemanes y el derribo de un avión alemán. Un hábil cazador antes de su servicio militar, Dorzhiev se ofreció como voluntario para el servicio en el Ejército Rojo y alcanzó el rango de sargento antes de ser herido de muerte y morir a causa de sus heridas a principios de 1943.

## Biografía

### Infancia y juventud
Tsyrendashi Dorzhiev nació en 1912 en el seno de una familia buriata muy pobre, en el pueblo de Barai Adag en el óblast de Trasbaikalia en esa época parte del imperio ruso, ubicado en la actual República de Buriatia en Rusia. Comenzó a cazar en la taiga con el rifle de su padre a la edad de 14 años y se convirtió en un hábil rastreador y cazador cuando era adolescente.

### Segunda Guerra Mundial
En junio de 1941, poco después del inicio de la invasión alemana de la unión Soviética, Dorzhiev se le asignó inicialmente la tarea de entregar comida a caballo, para su gran decepción por no poder usar sus habilidades de puntería en el frente. Sin embargo, pronto fue transferido a una compañía de fusileros después de explicarle a su oficial al mando que quería convertirse en francotirador debido a su experiencia previa como tirador. Después de practicar con un rifle de francotirador durante únicamente un día en noviembre de 1941, se le asignaron funciones de francotirador, con la tarea de disparar a los soldados alemanes que salían de un refugio. Durante la intensa batalla por la aldea de Simanovo, se le atribuyó la muerte de 48 soldados enemigos y el derribo de un Bf 109 el 3 de mayo de 1942; más tarde ese mes fue nominado para recibir la Orden de Lenin por haber acumulado una cuenta de 174 muertes.
En el Archivo Central del Ministerio de Defensa de la URSS se conserva este documento sobre el coraje de Tsyrendashi Dorzhiev:    

El camarada Dorzhiev es un excelente francotirador. En las batallas por el pueblo de Simonov el 3 de mayo de 1942, Dorzhiev destruyó a 1 oficial, 4 ametralladoras, 2 observadores, 18 soldados. Y el mismo día, Dorzhiev derribó un caza alemán ME-109. El 26 de mayo de 1942, el francotirador Dorzhiev mató a 174 fascistas. Solo en mayo, una bala del francotirador alcanzó a 56 nazis. El camarada Dorzhiev fue presentado a la Orden de Lenin.
 Comandante del regimiento Dmitriev. Comisario de batallón Drobyshev.

Al poco tiempo apareció en varios periódicos soviéticos, incluido el periódico del ejército Krásnaya zvezdá, y fue entrevistado por Call to Victory, en el que dijo que quería aumentar su cuenta a 200 para julio, además de entrenar a más francotiradores nuevos, hasta ese momento había entrenado a doce nuevos francotiradores. En septiembre fue nominado para la Medalla al Valor por elevar su cuenta a 216 muertes. Más tarde ese mismo año visitó su pueblo natal como parte de una delegación del frente, allí habló en un mitin con sus vecinos del pueblo y con los trabajadores de las empresas de la zona. El 30 de septiembrte de 1942, poco después de regresar al frente, resultó herido en la cabeza por un trozo de metralla en la batalla de Valday y el 3 de enero de 1943 murió a causa de las heridas en el hospital de campaña de Valdái. Fue enterrado en el pueblo de Manuylovo en el óblast de Novgorod, a unos 30 kilómetros de la ciudad de Stáraya Rusa.
Durante los apenas 17 meses de su corta trayectoria de combate, mató a 297 soldados y oficiales enemigos y derribó un avión.

## Condecoraciones
|  | Orden de Lenin (16 de junio de 1942).        |
|  | Medalla al Valor (27 de septiembre de 1942). |